# Буває ж...
«Буває ж…» — радянський кіноальманах з трьох новел 1988 року, знятий режисером Валеріаном Квачадзе на кіностудії «Грузія-фільм».

## Сюжет
Кіноальманах із трьох новел: «Брюки», «Луїза» та «Благодійник».

### «Благодійник»
Літній самотній співробітник музею Гіга все життя відкладав гроші. Нагромаджену суму він вирішив віддати багатодітній сім'ї, що потребує, але люди відвикли від благородних і безкорисливих вчинків. Своєю недовірою вони завдають незаслуженого болю добрій людині.

### «Брюки»
Про те, як розумний і хитрий кравець спритно обдурив свого клієнта. Він так красномовно розхвалював потворно пошиті штани, що його замовник просто не зміг відмовитися від покупки.

### «Луїза»
Про прагнення людини до любові, співчуття та взаєморозуміння. Дівчина легкої поведінки, зустрівши чесну і добру людину, несподівано для себе зрозуміла, що і вона здатна покохати.

## У ролях
- Георгій Кавтарадзе — головна роль
- Карло Саканделідзе — головна роль
- Гія Абесалашвілі — головна роль
- Нана Шонія — головна роль
- Рамаз Гіоргобіані — головна роль
- Георгій Гегечкорі — Гіга
- Бічіко Андронікашвілі — Ушангі
- Бадрі Бегалішвілі — Ерміле
- Заза Мікашавідзе — інструктор
- Берта Хапава — Пісті
- Руслан Мікаберідзе — роль другого плану
- Гурам Петріашвілі — роль другого плану
- Гурам Пірцхалава — Бахва
- Трістан Саралідзе — роль другого плану

## Знімальна група
- Режисер — Валеріан Квачадзе
- Сценаристи — Валеріан Квачадзе, Реваз Мішвеладзе
- Оператор — Ніколос Сухішвілі
- Композитор — Гіві Гачечіладзе
- Художник — Джемал Мірзашвілі